# Sadolin Farveland
Sadolin Farveland er en dansk butikskæde af farvehandlere, der blev grundlagt i 1975 af Sadolin & Holmblad, der i dag ejes af Akzo Nobel.
Kæden består af 67 butikker (2008) over hele landet.